# Classic Mötley Crüe: Universal Masters DVD Collection
Classic Mötley Crüe: Universal Masters DVD Collection es un DVD de la banda de hard rock estadounidense Mötley Crüe. El DVD fue lanzado en el año 2005 e incluía 10 videos de la banda.

## Lista de Videos
1. Home Sweet Home
2. Girls, Girls Girls
3. Hooligan's Holiday
4. Hell on High Heels
5. Same Ol' Situation (S.O.S.)
6. Live Wire
7. Looks That Kill
8. Wild Side
9. Dr. Feelgood
10. Primal Scream